# 루이스 알베르니

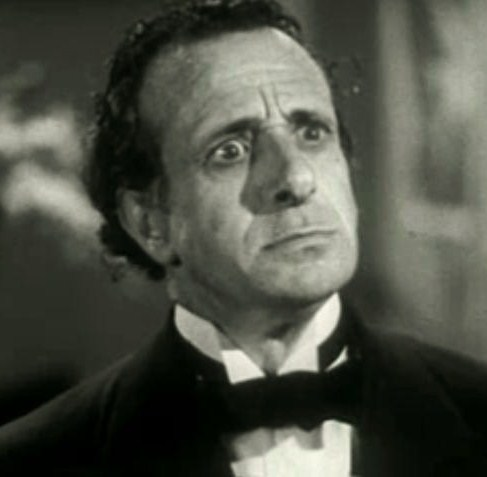

루이스 알베르니(Luis Alberni, 1886년 10월 4일 ~ 1962년 12월 23일)는 미국의 배우, 영화배우, 연극 배우이다.
바르셀로나에서 태어났으며 할리우드에서 사망하였다. 사인은 심근 경색이다.

## 영화
- 왓 프라이스 글로리 (1952년)
- 캡틴 캐리 USA (1950년)
- 웬 윌리 컴스 매칭 홈 (1950년)
- 헐리우드 가는 길 (1947년)
- 벨 포 아다노 (1945년)
- 아이 매리드 언 엔젤 (1942년)
- 데이 멧 인 봄베이 (1941년)
- 브로드웨이의 연인들 (1941년)
- 데이 멧 인 아르헨티나 (1941년)
- 잔지바르 가는 길 (1941년)
- 레이디 이브 (1941년)
- 해밀턴 부인 (1941년) - 나폴리 왕 역
- 어메이징 미스터 윌리엄스 (1939년)
- 렛 프리덤 링 (1939년)
- 더 킹 앤 더 코러스 걸 (1937년) - 가스통 역
- 맨하튼 메리-고-라운드 (1937년)
- 안소니 에드버즈 (1936년)
- 명랑한 사기 (1935년)
- 고잉 투 타운 (1935년)
- 뮤직 이즈 매직 (1935년)
- 메트로폴리탄 (1935년)
- 착한 요정 (1935년)
- 로버타 (1935년)
- 캡틴 헤이트 더 씨 (1934년)
- 원 나잇 오브 러브 (1934년)
- 검은 고양이 (1934년)
- 몬테 크리스토 백작 (1934년)
- 더 치프 (1933년)
- 플라잉 다운 투 리오 (1933년)
- 래스퓨틴 앤 더 엠프리스 (1932년)
- 하이 프레셔 (1932년) - 콜롬보 역
- 천국의 말썽 (1932년)
- 맨하튼 퍼레이드 (1931년)
- 칠드런 오브 드림스 (1931년)